# Ben Modo
Pour les articles homonymes, voir Modo.
 (février 2021).
Ben Modo est un promoteur immobilier américain d'origine camerounaise qui dirige l'entreprise Prime Potomac Group, l'entreprise adjudicataire de plusieurs chantiers de construction au Cameroun dans le cadre de la CAN 2021.

## Biographie

### Enfance, formation et débuts
Ben Modo fait des études de Bachelor et Master à l'Université de New York.

### Carrière
L’entrepreneur gagne des marchés pour développer ces infrastructures dans des villes au Cameroun.

## Chantiers de la CAN au Cameroun

### Prime protomac
Après une forte présence médiatique en 2018 et 2019 dans la presse et sur les réseaux sociaux, l'entreprise et son promoteur sont la cible de communiqués du ministre des sports ; devenant moins visibles en 2019 et 2020,. En 2021, lors de la mission d'inspection des équipements pour la CAN 2021, Ben Modo est vu aux côtés du secrétaire général à la présidence de la république lors de la visite de l'hôtel de la Bénoué.

### Réalisation des chantiers adjugés de la CAN au Cameroun
Ses chantiers rencontrent des tensions financières qui causent l'arrêt des travaux.
Sa gestion de la construction des chantiers fait régulièrement la une des journaux,. 